# Emi Hinouchi
Emi Hinouchi (日之内エミ, Hinouchi Emi), née le 7 septembre 1982 sous le nom 日之内絵美, est une auteur-interprète de urban pop japonaise, sous contrat avec Tachytelic Records jusqu'à 2006, puis avec Venus-B Records depuis cette année. Elle a également écrit beaucoup de chansons pour le groupe Heartsdales, sur lesquelles elle a parfois également posé sa voix. Emi est plus connue pour ses collaborations avec le duo M-Flo.

## Biographie
Emi Hinouchi est née à Toyonaka, mais a passé la plupart de son enfance à Taïwan. Après être revenue au Japon, elle commence à chanter et à composer des chansons. Elle écrit "Painful" (un futur single) à l'âge de 16 ans.
Après cela, elle montra sur scène en tant que vocaliste pour un groupe d'indie d'Osaka. Elle présenta sa chanson « Painful » à une audition organisée par Taku Takahashi des M-Flo, qu'elle remporta. Elle commença sa carrière avec le single « Magic » et son premier album Dramatiques en 2003.
En 2008, Emi revient avec son deuxième album ME... et entend donner un nouvel élan à sa carrière, car les ventes de ses différents singles et album ont jusque-là été assez décevantes.
En 2021, Emi annonce qu'elle a des problèmes financiers (lié à un divorce avec son mari). Elle demande notamment de l'aide sur les réseaux sociaux.

## Discographie
Singles
- [2002.11.20] Magic/World
- [2003.04.23] Crying
- [2003.07.30] Freak!
- [2003.10.29] Painful
- [2007.05.16] O'kay
- [2007.09.05] GOODIE MEMORIES
- [2008.04.09] 愛だけが (Ai dake ga)
- [2008.11.05] 片想い (Kataomoi)

Albums
- [2003.11.27] Dramatiques
- [2008.12.03] ME...
- [2011.07.13] VOICE

Collaborations
- [2004.05.26] M-Flo - ASTROMANTIC (2. Starstruck～"The Return of the LuvBytes")
- [2006.05.24] Ukatrats FC - Win and Shine (Single)
- [2006.06.14] WE ♥ WE (WE LOVE Winning Eleven) (Win and Shine)
- [2006.06.28] M-Flo♥ Hinouchi Emi & Ryohei - Summer Time Love (Single)
- [2006.07.26] M-Flo inside -WORKS BEST 2- (Summer Time Love -Remix Tokyo Mode-, Can't stop lovin' you)
- [2008.02.13] M-Flo♥ YOSHIKA (en), Emyli, Hinouchi Emi, Ryohei & LISA - (Love Comes and Goes)